# Bistum Basse-Terre
Das Bistum Basse-Terre et Pointe-à-Pitre (lat.: Dioecesis Imae Telluris et Petrirostrensis) ist eine römisch-katholische Diözese mit Sitz in Basse-Terre auf Basse-Terre, einer Insel der Kleinen Antillen innerhalb der Inseln über dem Winde in der Karibik, im französischen Überseedépartement Guadeloupe. Es umfasst Guadeloupe, Saint-Martin und Saint-Barthélemy. Sein Sprengel entspricht damit dem Überseedépartement Guadeloupe in den Grenzen bis 2007.

## Geschichte
Papst Pius IX. gründete am 27. September 1850 das Bistum Guadeloupe et Basse-Terre aus Gebietsabtretungen des Bistums Martinique und unterstellte es dem Erzbistum Bordeaux als Suffraganbistum. Am 19. Juli 1951 bekam das Bistum seinen heutigen Namen. Am 26. September 1967 wurde es dem Erzbistum Saint-Pierre et Fort-de-France als Suffraganbistum unterstellt.

## Bischöfe

### Bischöfe von Guadeloupe et Basse-Terre
- Pierre-Marie Gervais-Lacarrière (22. Juni 1850 bis 6. April 1853, zurückgetreten)
- Théodore-Augustin Forcade MEP (6. April 1853 bis 11. Dezember 1860, dann Bischof von Nevers)
- Antoine Boutonnet (10. März 1862 bis 13. November 1868, gestorben)
- Joseph-Clair Reyne (27. Dezember 1869 bis 14. November 1872, gestorben)
- François-Joseph Benjamin-Blanger  (21. März 1873 bis 3. Juli 1883, dann Bischof von Limoges)
- Frédéric-Henri Oury (31. Dezember 1884 bis 2. März 1886, dann Bischof von Fréjus)
- Pierre-Marie Avon (4. Februar 1899 bis 23. Februar 1901, gestorben)
- Emmanuel-François Canappe (5. April 1901 bis 19. September 1907, gestorben)
- Pierre-Louis Genoud CSSp  (31. Mai 1912 bis 17. Mai 1945, emeritiert)
- Jean Gay CSSp (17. Mai 1945 – 19. Juli 1951)

### Bischöfe von Basse-Terre et Pointe-à-Pitre
- Jean Gay CSSp (19. Juli 1951 bis 29. Januar 1968, zurückgetreten)
- Siméon Oualli (29. Juni 1970 bis 2. Juli 1984, zurückgetreten)
- Ernest Mesmin Lucien Cabo (2. Juli 1984 bis 15. Mai 2008, emeritiert)
- Jean-Yves Riocreux (2012–2021, emeritiert)
- Philippe Guiougou (seit 2023)